# Patricia Woodlock

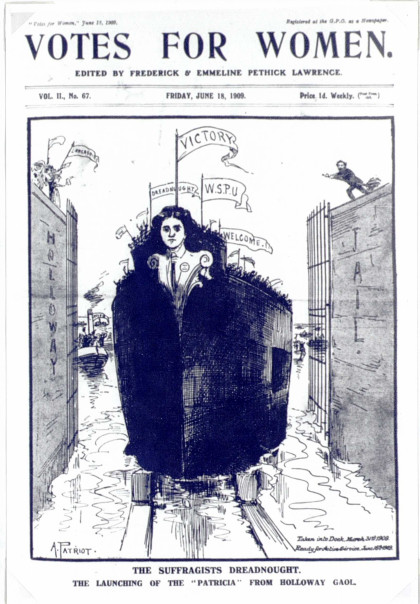
Woodlock als Dreadnought

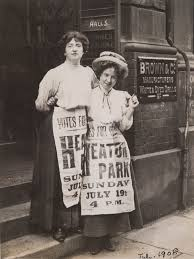
Woodlock (left) und Mabel Capper mit Werbung für eine WSPU-Veranstaltung

Patricia Woodlock, geboren als Mary Winifred Woodlock (* 25. Oktober 1873 in Liverpool; † nach 1930) war eine englisch-britische Suffragette, die sieben Mal inhaftiert wurde und 1908 mit drei Monatem Einzelhaft die längste Haftstrafe für eine Suffragette verbüßte. Ihre harte Strafe sorgte für Empörung und inspirierte andere, sich den Protesten anzuschließen. Ihre Freilassung wurde in Liverpool und London gefeiert und Woodlock als Galionsfigur eines Dreadnought-Kriegsschiffs auf dem Titelblatt der WSPU-Zeitschrift Votes for Women abgebildet.

## Leben
Sie wurde als Tochter des aus Tipperary stammenden irischen Sozialisten David Woodlock, der auch Künstler war, und seiner Frau Mary Teresa (geborene Martin) geboren. Sie wurde „Patricia“ genannt und hatte drei jüngere Geschwister: eine zehn Jahre jüngere Schwester, Evangeline, einen acht Jahre jüngeren Bruder, Charles, und einen zwei Jahre jüngeren Bruder, David Sarsfield Woodlock. Woodlock wurde im Mount Vernon Convent erzogen.
Woodlock wurde Mitglied der Independent Labour Party. Sie war zusammen mit Alice Morrissey Gründungsmitglied des ersten Zweigs der Women’s Social and Political Union (WSPU) in Liverpool (1906) und wurde 1909 Organisatorin der WSPU in Liverpool. Woodlock verband sich auch mit der Catholic Women’s Suffrage Society, und mit den kirchlichen Frauenwahlrechtsgruppen vor Ort gelang es ihr, die religiösen Gräben der damaligen Zeit zu überwinden, obwohl die Lokalpresse vorrangig über Frauen berichtete, die sich an gewalttätigen sektiererischen Protesten beteiligten.
Im Sommer 1907 und erneut im September veranstalteten Woodlock und Morrissey wöchentliche Versammlungen in einem Haus in der Colquitt Street, Versammlungen unter freiem Himmel an bekannten Versammlungsorten der Sozialisten wie der Wellington Column und dem Islington Square sowie Versammlungen zur Mittagszeit in den Fabrikhallen, in denen viele Frauen arbeiteten, darunter Cope Bros & Co und Crawford's Biscuits. Annie Kenney, eine Anführerin der Suffragetten aus der Arbeiterklasse, kam als Rednerin. Versammlungen unter freiem Himmel nach der Arbeitszeit wurden schließlich mehr als einmal pro Woche abgehalten, und zu einer Veranstaltung im Jahr 1908 kamen mehr als 1.000 Teilnehmende.
Woodlock wurde charakterisiert als „diehard“ und als „of the most unruly and turbulent of spirits“ zu haben. Sie wurde zweimal verhaftet und einmal für 14 Tage und dann zu einem Monat Haft verurteilt, weil sie 1907 zusammen mit Aeta Lamb und Emily Sproson auf dem Parliament Square in London protestiert hatte. Über das Ereignis wurde ausführlich berichtet, unter anderem listete der Evening Express die Namen von 62 Frauen auf, die verhaftet worden waren. In ihrem Prozess sagte Woodlock, es sei eine Ehre für sie, für ihre Schwestern ins Gefängnis zu gehen.
Woodlock beteiligte sich an weiteren Werbe- und Protestveranstaltungen für das Frauenwahlrecht, darunter Kundgebungen im Heaton Park in Manchester am 11. und 19. Juli 1908, bei denen sie sich zusammen mit Mabel Capper als menschliche Werbetafeln verkleidete und versuchte, die von Männern dominierte Manchester Royal Exchange zu betreten. Die Veranstaltungen im Park im Juli fanden großen Anklang und zogen insgesamt 60.000 Teilnehmer an. Diese Versammlungen wurden in den Nachrichtenseiten der Presse wohlwollend oder neutral behandelt, aber in den „Frauen-Rubriken“ nicht erwähnt.
Im Februar 1909 gehörte Woodlock zu den Anführerinnen, die eine große Wahlrechtsveranstaltung in der Sun Hall organisierten, auf der Christabel Pankhurst sprach. Im März 1909 gehörte Woodlock zusammen mit Alice Burton, Bessie Morris, Ada Broughton und Cecilia Hilton zu den Liverpooler Delegierten für das die regulären Parlamentssitzungen begleitende sogenannte „Frauenparlament“ in der Caxton Hall in London, nachdem sie die Rede von Emmeline Pankhurst vor dem Liverpooler Ortsverband gehört hatten.
Woodlock wurde in jenem Jahr unter anderem zu der längsten Haftstrafe verurteilt, die damals an eine Suffragette (drei Monate Einzelhaft) als Wiederholungstäterin verhängt wurde, weil sie bei den Protesten gegen den Besuch des Premierministers H. H. Asquith in Birmingham im September 1909 Widerstand geleistet hatte.
Woodlock wurde zusammen mit Mary Leigh und Charlotte Marsh während des Hungerstreiks im Gefängnis von Winson Green in Birmingham zwangsernährt. Woodlock wurde nach einigen Wochen Einzelhaft von Emmeline Pethick-Lawrence besucht, die in Votes for Women schrieb, dass sie Woodlock lächelnd und in Frieden vorfand. Pethick-Lawrence verglich Woodlocks Verhalten mit einem lebhaften Frauentreffen auf einer Eisbahn und sagte, Woodlock sei „das Herz unserer Bewegung, […] das Zentrum, der Dreh- und Angelpunkt, um den sich alles dreht.“ Woodlock wurde auch von Christabel Pankhurst besucht und ermutigt.
Die Unterstützung für Woodlock und die Empörung über ihre Verurteilung vor Ort in Liverpool ließen die Verkaufszahlen von Votes for Women in einer Woche auf 700 Exemplare ansteigen.
Um Woodlock zu unterstützen, versteckte sich Mary Phillips über Nacht unter der Bühne der Liverpooler St. George's Hall, wo am Morgen zwei Kabinettsministern die Ehrendoktorwürde verliehen werden sollte. Phillips sprang heraus und rief „Votes for Women“ sowie Protest gegen Woodlocks Inhaftierung. Elsie Howey, Jessie Kenney und Vera Wentworth verfolgten den Premierminister H. H. Asquith im Urlaub in Devon und fragten ihn, wie er Urlaub machen könne, während Woodlock noch immer im Gefängnis säße und eine „monströse Strafe“ verbüße. Die Frauen verfolgten ihn auf dem Golfplatz und schmückten seine Rhododendronbüsche und seinen Garten in Clovelly Court mit kreisförmigen grün-weiß-violetten Karten mit der Aufschrift „Lasst Patricia Woodlock frei“ und verschiedenen anderen Suffragettenmaterialien.
Anlässlich der Freilassung von Woodlock schrieb Christabel Pankhurst einen Artikel für Votes for Women vom 14. Juni 1909, in dem sie Woodlock mit einem Dreadnought-Schlachtschiff beschrieb und sagte, sie sei „eine von denen, die die große Stärke der Frauenbewegung sind, denn sie ist furchtlos, loyal und uneigennützig, bereit, den kleinsten oder größten Dienst zu leisten, als Rednerin und vor allem als Kämpferin.“ Bei einer Feier in der Royal Albert Hall lobte Emmeline Pankhurst, dass Woodlock „einen Platz an der vordersten Front des Kampfes“ eingenommen habe und dass sie (Pankhurst) von Woodlocks Entschlossenheit in der Einzelhaft inspiriert worden sei. Pankhurst begleitete Woodlock in einer offenen Kutsche zum und vom Veranstaltungsort. Bei der Rückkehr der Gefangenen nach Liverpool gab es einen weiteren Empfang, der von Bertha Elam, einem neuen WSPU-Mitglied, geleitet wurde, die angeblich direkt von Woodlock inspiriert wurde, der Wahlrechtsbewegung beizutreten. Emmeline Pankhurst reiste aus London an, um an dieser Veranstaltung teilzunehmen.
Woodlock erhielt wie andere inhaftierte Suffragetten die „Holloway-Brosche“ und die „Hungerstreik-Medaille“ For Valour. Im Sommer 1909 mietete die WSPU ein Hausboot, das zu Woodlocks Ehren nach ihr benannt wurde. Das Boot trug die Farben der Suffragetten und lag in der Nähe der Henley-Royal-Regatta-Bahn.
Am 17. September 1909 kletterten Woodlock, Mary Leigh und Charlotte Marsh auf das Dach der Bingley Hall in Birmingham, um dagegen zu protestieren, dass sie von einer politischen Versammlung ausgeschlossen wurden, auf der der Premierminister Asquith eine Rede hielt. Sie warfen Dachziegel, die sie mit einer Axt aufhebelten, auf das Auto von Asquith und auf die Polizei. Sie wurde vor Gericht gestellt und anschließend in das Winson Green-Gefängnis gebracht. Sie und weitere Verhaftete sangen während des Transports und bei ihrer Ankunft im Gefängnis lautstark Protestlieder, weigerten sich, sich auszuziehen, um Gefängniskleidung zu tragen, und forderten, als „politische“ Gefangene in der so genannten „Ersten Division“ behandelt zu werden. Im November 1909, nach ihrer Entlassung, sprachen Woodlock und Laura Ainsworth den Gefängnisarzt Dr. Ernest Helby auf der Straße an. Er hatte Woodlock und andere zwangsernährt, und die beiden Frauen verlangten die sofortige Freilassung noch inhaftierten Marsh. Später an diesem Tag wurden die Fensterscheiben von Dr. Helby eingeschlagen, aber es wurden keine rechtlichen Schritte wegen dieses Vorfalls eingeleitet, und Marsh wurde später in aller Stille freigelassen.
Nach Übergriffen der Polizei und der Gewalt gegen die Suffragetten in London am 18. November 1910, der als „Schwarzer Freitag“ bekannt wurde, wurde Woodlock zusammen mit anderen Demonstranten erneut verhaftet. Alle wurden ohne Anklage freigelassen. Danach nahm Woodlock nicht mehr an weiteren physischen oder militanten Protesten teil. Woodlock sprach aber weiterhin auf vielen Wahlrechtsveranstaltungen und wurde als brillante Rednerin beschrieben.
Als Ada Flatman bezahlte Organisatorin der WSPU in Liverpool wurde, bat sie Woodlock, während ihrer Abwesenheit die Verantwortung für die Einrichtung des neuen WSPU-Ladens zu übernehmen. Der Laden erwies sich als gewinnbringend, denn in einem Monat kamen 50 neue Mitglieder hinzu und zwischen April und November 1909 wurde ein Gewinn von 120 Pfund erwirtschaftet. Nach einem Rückgang der WSPU-Aktivitäten und -Einnahmen übernahm sie 1912 zusammen mit Ada Broughton und Helah Criddle vorübergehend die Organisation des Liverpooler WSPU-Zweigs. Der Laden war geschlossen worden, weil Alice Davies, die bisherige Organisatorin, im Gefängnis saß.
Woodlock sowie Ada Flatman und Jennie Baines waren die Hauptredner auf einer Veranstaltung in Liverpool neben einer „Jane Warton“, hinter der sich, verkleidet als eine Londoner Näherin der Arbeiterklasse, Constance Bulwer-Lytton verbarg, die nachweisen wollte, dass ärmere Gefangene schlechter behandelt wurden. An der Veranstaltung nahmen 300 Männer und Frauen teil, die zum Haus des Gefängnisdirektors zogen und forderten, dass „Liverpool das erste Gefängnis sein sollte, das die Schande der Zwangsernährung auslöscht“.
In der Nacht der von den Suffragetten boykottierten Volkszählung von 1911 befand sich Woodlock in ihrem Elternhaus und wurde erfasst, vermutlich weil ihr Vater den Meldebogen ausfüllte.
Bei Ausbruch des Ersten Weltkriegs, als die WSPU nach einem Ausgleich mit der Regierung ihre militanten Aktionen einstellte, wurde sie vom Innenminister amnestiert.
Woodlock lebte 1930 immer noch in Liverpool, scheint sich aber nicht weiter aktiv an Frauenrechtsbewegungen beteiligt zu haben, abgesehen von ihrer Mitgliedschaft im Liverpooler Zweig der United Suffragists zusammen mit Alice Stewart Ker und Isabel Buxton. Woodlock schloss sich auch der Votes for Women Fellowship an, die vom Ehepaar Emmeline und Frederick Pethick-Lawrence geleitet wurde.
Sie abonnierte vor und nach Beginn des Ersten Weltkriegs die Zeitschrift The Catholic Suffragist. Die Catholic Women's Suffragist Societies boten als sozialer und bildungsorientierter Club zweimal wöchentlich Unterhaltung und gegenseitige Unterstützung für Frauen, die vom Krieg betroffen waren, Hilfsarbeiten sowie philosophische und feministische Vorträge an, aber es gibt keine Aufzeichnungen darüber, dass Woodlock vor diesen Gruppen gesprochen hätte.
Nach 1930 gibt es keine Aufzeichnungen mehr über sie, ihr Todesdatum ist nicht bekannt. Der Tod einer „(Winifred) Patricia Woodlock“ im Alter von 87 Jahren wurde im zweiten Quartal 1961 in Wandsworth, South London, registriert.